# Voorhaven
Een voorhaven is een haven die voor de eigenlijke haven ligt, of voor een kanaal, of een sluis.
Een vroeg voorbeeld in Nederland is de Voorhaven in Rotterdam-Delfshaven, die in 1389 buitendijks is aangelegd als haven voor de landinwaarts gelegen stad Delft. Tegenwoordig fungeren de havens van de Maasvlakte en Europoort als voorhavens voor Rotterdam.
In België raakte Brugge van zee afgesneden door de verzanding van het Zwin. Daarom werd een voorhaven aangelegd te Damme. Nadien volgden zeewaarts de havens van Hoeke, Mude (nu Sint Anna ter Muiden) en ten slotte Sluis.